# Gaule belgique
Ier siècle av. J.-C. – Ve siècle
Entités précédentes :
- Gaule chevelue
- Gaule septentrionale

Entités suivantes :
- Royaume de Soissons
- Royaume franc
- Royaume alaman
- Royaume burgonde

La Gaule belgique (Gallia Belgica en latin), aussi écrite « Gaule Belgique », est une des quatre provinces (avec la Gaule aquitaine, la Gaule lyonnaise et la Gaule narbonnaise) créées par Auguste au début de son principat à partir des conquêtes effectuées par Jules César en Gaule entre 58 et 51/50 av. J.-C.
Le sud de la Gaule et la vallée du Rhône, jusqu'à Vienne, sont alors déjà romains, depuis leur conquête effectuée antérieurement entre 125 et 121 av. J.-C. Cette dernière région constitue une province distincte, de rang sénatorial, la Narbonnaise, tandis que les Gaules belgique, lyonnaise et aquitaine sont des provinces impériales. Ces trois dernières provinces issues du découpage augustéen se trouvaient cependant réunies, à travers les notables gaulois à la tête des cités, dans le cadre d'une assemblée commune, à vocation politique et religieuse, liée au culte impérial, le sanctuaire fédéral des Trois Gaules, et dont le siège se situait face à la colonie romaine de Lugdunum (Lyon). La province de Gaule belgique a compté au moins dix-huit peuples dont les Rèmes.

## Histoire

### De la conquête césarienne à la paix romaine

Nord-Est de la Gaule vers 70 ap. J.-C. avec les frontières (provinciales et linguistiques).

Lorsque s’achève la guerre des Gaules, l’accord fragile entre César et Pompée vole en éclats et les guerres civiles commencent, entre les deux premiers protagonistes d’abord, puis après l’assassinat de César en 44 av. J.-C. entre Marc Antoine et Octave. Si ces guerres n’ont pas eu pour théâtre la Gaule, celle-ci sera cependant aussi l’objet de rivalités entre Marc Antoine, qui obtient dans un premier temps le gouvernement de cette nouvelle province, avant qu’Octavien, dans le cadre d’un accord de paix précaire avec Marc Antoine n’en prenne à son tour le contrôle. Ce n’est qu’au terme de ces guerres civiles et après l’affermissement du nouveau régime qu’Octave, devenu Auguste en 27 av. J.-C., est alors en mesure d’organiser les territoires conquis par César. La date de la réorganisation territoriale est encore discutée, soit entre 27 et 25 av. J.-C., soit entre 16 et 13 av. J.-C., lors de deux séjours différents effectués par Auguste en Gaule. Cette réorganisation territoriale a pour conséquence de diviser le vaste territoire conquis par César entre la Narbonnaise, sur laquelle il s’appuie, et les Pyrénées et le Rhin, en trois provinces de rang impérial : la Gaule belgique, la Gaule lyonnaise et la Gaule aquitaine. Mais cette œuvre d’organisation n’est pas que territoriale. Il convient de signaler aussi la mise en place d’un premier réseau routier, ayant Lugdunum (Lyon) pour cœur, et qui est l’œuvre d’Agrippa ; la création d’un atelier monétaire impérial à Lugdunum en 15 av. J.-C. ; la fondation en 12 av. J.-C. du sanctuaire fédéral des Trois Gaules, à Lugdunum aussi, et destiné à maintenir un cadre unifié, mais essentiellement religieux, à l’échelle des trois provinces Gaules venant d’être séparées ; la création enfin, vers 15 av. J.-C., d’une zone douanière interne à l’Empire, unifiée non seulement à l’échelle des Trois Gaules, mais intégrant aussi la Narbonnaise.
La défaite romaine de la bataille de Teutobourg (9 après J.-C.) et le peu de succès des campagnes suivantes amènent les Romains à renoncer à une expansion au nord du Rhin pour renforcer la défense du limes de Germanie, consolidé sous Domitien par la conquête des Champs Décumates.

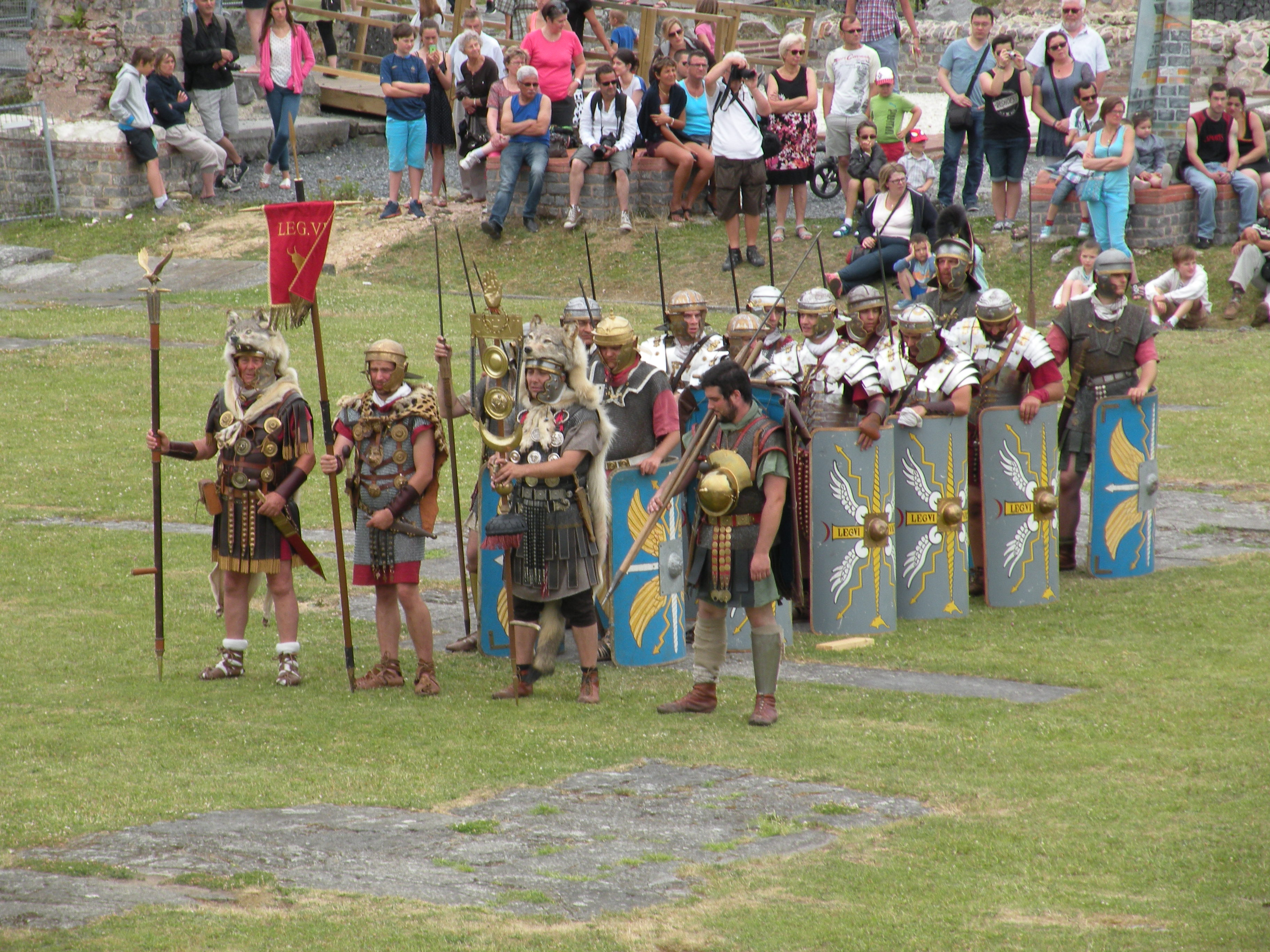
Légionnaires romains (reconstitution) aux Fêtes gallo-romaines de Bavay en 2015.

La guerre civile romaine de l'Année des quatre empereurs (68-69) a des répercussions en Gaule où les cités prennent parti pour l'un ou l'autre candidat à l'empire. Galba punit les Trévires et les Lingons, qui ont tardé à le reconnaître, en leur retirant une partie de leur territoire. À peine arrivé à Rome, il est détrôné par Othon. Les légions du Rhin offrent alors l'empire à Vitellius qui rallie les Trévires, les Lingons et les Ubiens de la région de Cologne ; il est rejoint par Valerius Asiaticus, légat de Belgique. En traversant la cité des Médiomatriques (Metz), les soldats de Vitellius la mettent à sac. Vitellius, arrivé à Rome, est à son tour renversé et tué par les partisans d'un autre général, Vespasien. Les Bataves, dont la cavalerie avait joué un rôle important dans les troubles, prennent les armes sous la conduite de Caius Julius Civilis et pillent les terres des Ubiens, Trévires, Ménapiens et Morins ; Civilis se donne d'abord pour un partisan de Vespasien mais songe à former un empire indépendant allié aux Germains. Il obtient le soutien de deux nobles trévires, Julius Classicus et Julius Tutor, puis d'un noble lingon, Julius Sabinus. Civilis s'empare de la forteresse romaine de Novaesium (Neuss) et obtient le ralliement des Tongres et des Nerviens mais Sabinus, battu par les Séquanes, doit s'enfuir et se fait passer pour mort. Un congrès des cités gauloises, réuni à Reims, envisage de proclamer l'indépendance de la Gaule mais ne peut s'accorder sur le choix d'une capitale, d'un général ou d'un haruspice. Vespasien, ayant été reconnu par le Sénat romain, envoie le général Petillius Cerialis qui détache une par une les cités de la coalition gauloise ; il n'a pas trop de mal à convaincre le congrès de Reims que la paix romaine est préférable aux divisions et conflits continuels de la Gaule indépendante. Les derniers partisans de Civilis et Classicus sont éliminés en 71.

### De la crise duIIIesiècleà la conquête franque

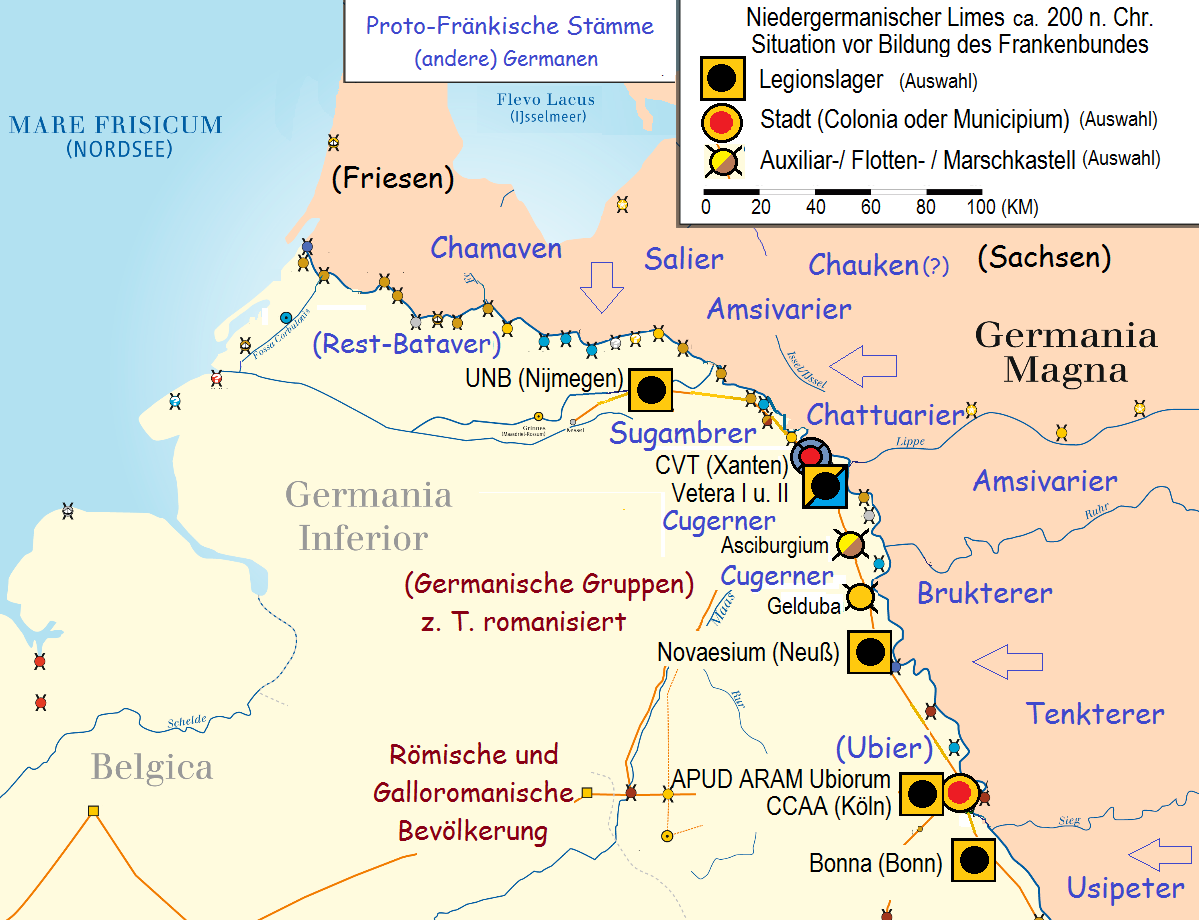
Garnisons romaines et infiltration des tribus germaniques à partir de 200.

Pendant l'anarchie militaire du IIIe siècle, la Gaule belgique connaît plusieurs attaques des Barbares d'outre-Rhin. En 254, les Alamans, renforcés par un contingent de Francs, mènent une expédition jusqu'aux Ardennes ; ils sont refoulés par le futur empereur Gallien. Avec d'autres peuples, ils font de nouvelles incursions en 258 et en 260-261, atteignant la région de Reims. Les empereurs étant occupés sur d'autres fronts, la Gaule choisit pour sa défense le général Postumus, fondateur d'un éphémère empire des Gaules ; son successeur Tetricus se rend à l'empereur Aurélien, revenu d'Orient en 273 ; mais celui-ci emmène avec lui une grande partie des légions des Gaules pour combattre sur la frontière du Danube, ce qui laisse le champ libre à une nouvelle invasion des Alamans en 275. Les différentes routes d'invasion sont jalonnées par des trésors monétaires, enfouis et abandonnés par les habitants en fuite.

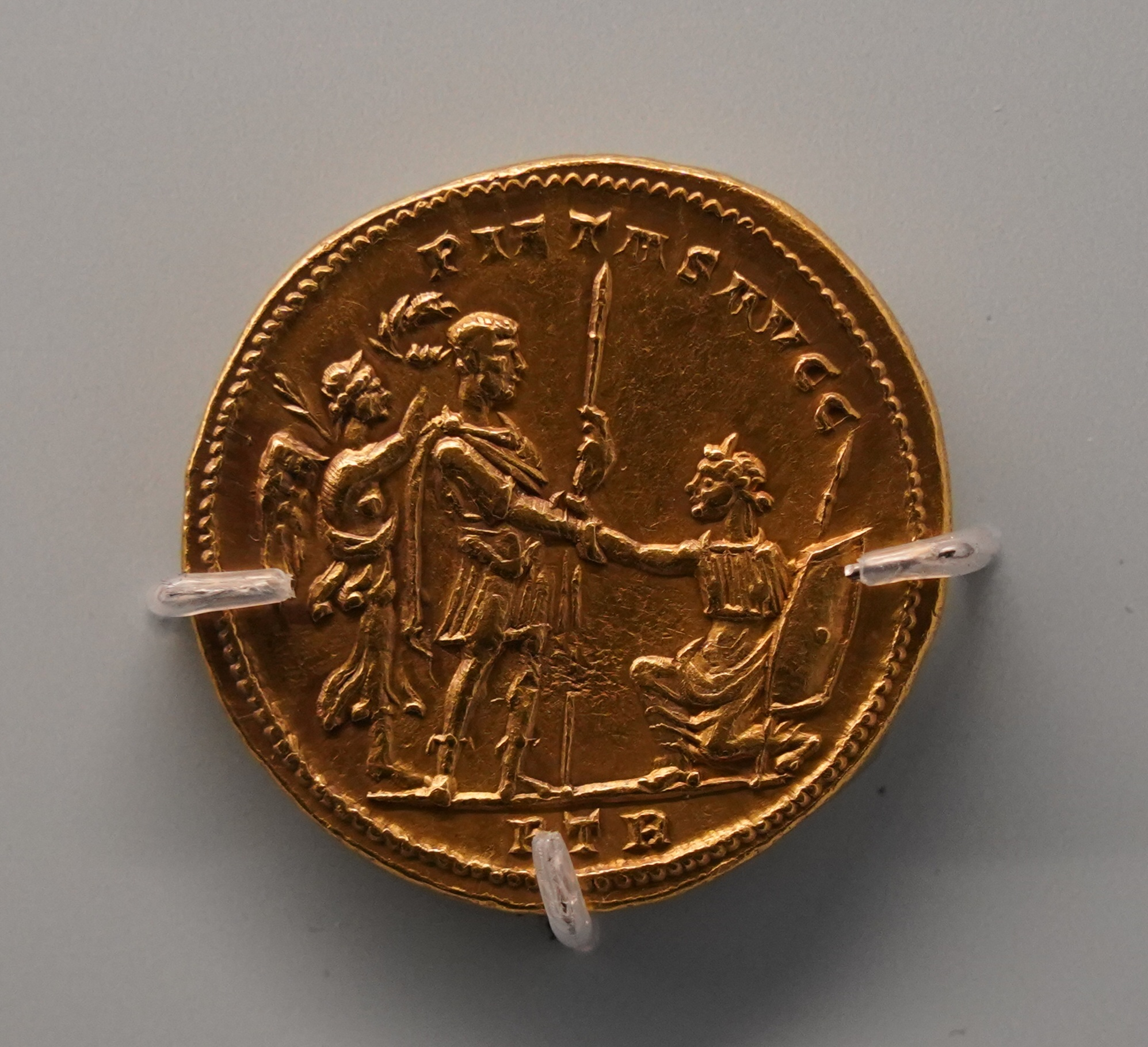
Constance Chlore recevant la soumission de la Bretagne, monnaie d'or frappée à Trèves en 297.

Entre 286 et 293, Carausius, gouverneur de Bretagne (aujourd'hui la Grande-Bretagne), étend son autorité sur les deux rives de la Manche jusqu'à Amiens, Beauvais et au pays des Bataves et se rend pratiquement indépendant ; pour repousser les incursions maritimes des Saxons, il entretient une flotte à Portus Itius (Boulogne-sur-Mer), développe le commandement militaire du litus Saxonicum et fait alliance avec les Francs saliens à qui il permet de s'établir autour de l'embouchure du Rhin. Cependant, les territoires continentaux de Carausius sont conquis en 293 par Maximien, lieutenant de Dioclétien. L'unité de l'Empire est restaurée par Dioclétien et Maximien à travers un partage des tâches entre quatre empereurs associés : la Tétrarchie. Les Gaules et l'Hispanie sont gouvernées par Constance Chlore, un des quatre empereurs unis, qui, en 297, reconquiert la Bretagne en éliminant Allectus, successeur de Carausius. Le panégyrique de Constance Chlore, rédigé vers 297, témoigne des efforts des tétrarques pour repeupler les régions dévastées de la Gaule en faisant appel à des fédérés germains :

« De même que sur un signe de toi, Maximien Auguste, les champs en friche des Nerviens et des Trévires furent labourés par les Lètes rétablis dans leur pays et par les Francs assujettis à nos lois, ainsi aujourd'hui, Constance, César invincible, toutes les terres qui, au pays des Ambiens, des Bellovaques, des Tricasses et des Lingons, demeuraient abandonnées, reverdissent sous la charrue d'un barbare (Panégyriques latins, IV, 21.1) »

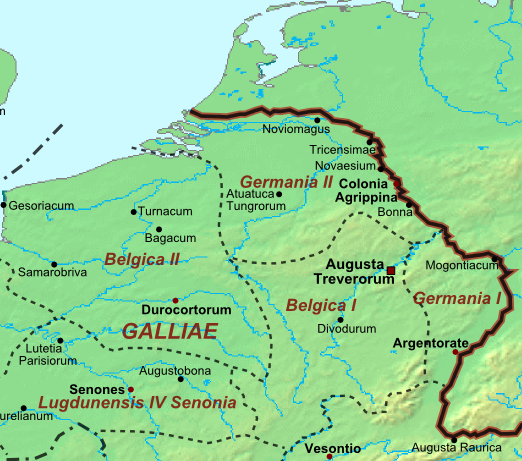
La Gaule belgique et les deux Germanies vers 400.

En 297, la Gaule belgique est divisée en trois provinces :
- La Belgique première, capitale Augusta Treverorum (Trèves) ;
- La Belgique seconde, capitale Durocortorum (Reims) ;
- La Grande Séquanaise, capitale Vesontio (Besançon).

Ces trois provinces sont rattachées au diocèse des Gaules et à la préfecture du prétoire des Gaules.
La Gaule échappe progressivement à la tutelle romaine lors des invasions barbares du Ve siècle. Saint Jérôme, en 401, décrit la vague de peuples barbares qui déferle sur la Gaule et l'Hispanie :

« Mayence, cette ville autrefois si considérable, a été prise et entièrement ruinée, et elle a vu égorger dans ses temples plusieurs milliers de personnes ; Worms, après avoir soutenu un long siège, a été enfin ensevelie sous ses propres ruines ; Reims, cette ville si forte, Amiens, Arras, Thérouanne, Tournai, Spire, Strasbourg, toutes ces villes sont aujourd'hui sous la domination des Alamans. »

À partir de 425, l'autorité romaine est en partie restaurée dans le nord de la Gaule par le général Aetius tandis que le sud est occupé par les Wisigoths. Les Francs rhénans (Francs ripuaires), qui avaient pris pied sur la rive gauche du Rhin après 401, sont refoulés vers la rive droite en 428. Mais les Francs saliens, commandés par Clodion, s'étendent dans l'ouest de la Gaule belgique jusqu'à Tournai et Cambrai et l'empereur Valentinien III, plutôt que de les combattre, donne à leur roi le titre de légat.

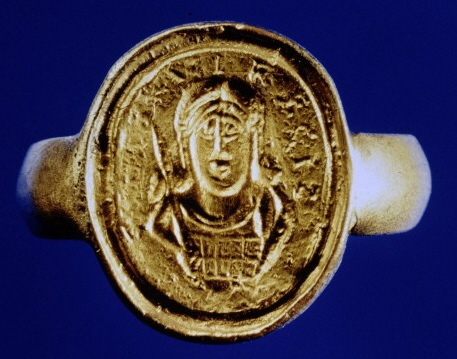
CHILDERICI REGIS : anneau sigillaire (copie) du roi franc Childéric Ier trouvé dans sa tombe à Tournai.

Le nord de la Belgique seconde est de nouveau envahi par les Francs saliens entre 440 et 460, le sud formant le royaume romain de Soissons dirigé par Syagrius et séparé de l'Empire romain d'Occident à partir de 461. Le nord de la Belgique première est occupé par les Francs rhénans aux alentours de 480 tandis que le sud est simultanément submergé par les Alamans. La Grande Séquanaise est occupée par les Burgondes vers 460.
À la suite de la bataille de Soissons en 486, Clovis, le jeune roi des Francs, élimine Syagrius et impose sa domination à la partie de la Gaule qu'il détenait. Remi, évêque de Reims et métropolitain de la Belgique seconde, écrit au nouveau maître de la province pour le féliciter et rappelle qu'un de ses ancêtres, probablement son père Childéric Ier, avait déjà exercé son autorité sur ce territoire :

« Une grande rumeur vient de parvenir à nous. Vous venez de prendre en main l'administration de la Belgique seconde. Ce n'est pas une nouveauté que vous commenciez à être ce que vos parents ont toujours été. »

## Administration et société

### Liste (partielle) des gouverneurs de Belgique
- Marcus Vinicius (-25)
- Decimus Valerius Asiaticus (69)
- Quintus Glitius Acilius Agricola (94-97)
- Quintus Sosius Senecio (97-99)
- Tiberius Claudius Saturninus (137-141)[8]
- Aulus Junius Pastor Lucius Caesennius Sospes (vers 159-162)
- Lucius Calpurnius Proculus (vers 166)
- Didius Julianus (vers 171-175)
- Caius Sabucius Maior Caecinianus (vers 180-183)
- Lucius Marius Maximus Perpeteus Aurelianus (197-199)
- Caius Junius Faustinus Placidus Postumianus (entre 200 et 203)
- Lucius Publius Postumus (entre 202 et 209)
- Caius Iunius Apronius Maenius Pius Salamallianus (entre 222 et 224)

### Administration impériale et cités

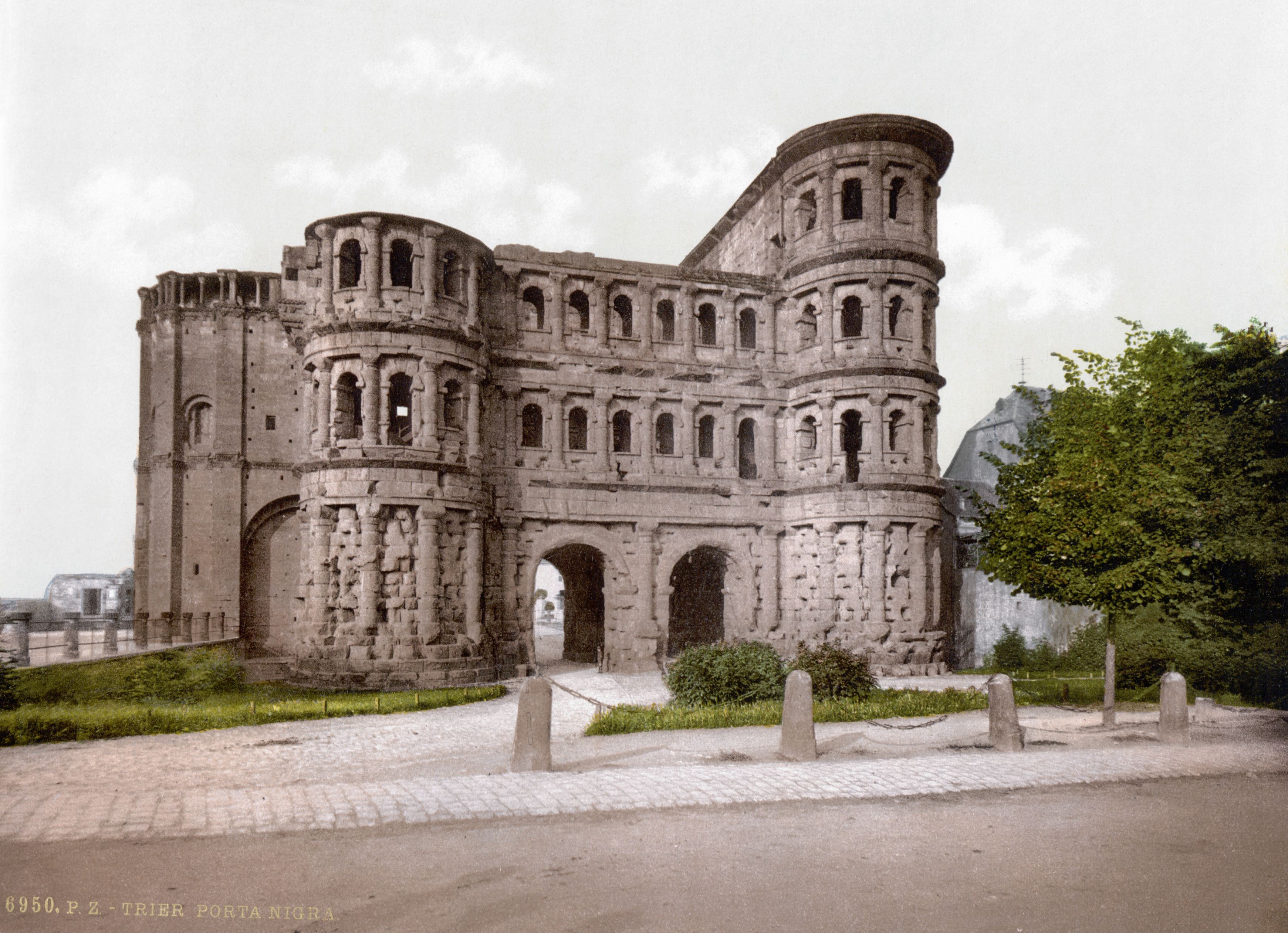
La Porta Nigra de Trèves construite vers 170.

La Gallia Belgica est une province impériale administrée par un légat d'Auguste propréteur qui correspond approximativement à l'ensemble des cités de l'ancienne fédération belge, entre le Rhin et la Seine, auxquels César donnait le nom de Belgia. Au départ, la capitale de la province est Durocortorum (Reims) puis, à une date indéterminée (mais probablement pas avant la fin du Haut-Empire), la capitale est transférée à Augusta Treverorum (Trèves). Sur le terrain, les frontières de la Gaule belgique, tant avec la Gaule lyonnaise qu'avec la Germanie, sont floues. Les cités des Leuques et des Triboques semblent avoir appartenu dès l'origine à la province de Gaule belgique, mais pas celles des Lingons ni des Séquanes, d'abord rattachées à la Gaule lyonnaise au début de la période impériale.
En 85, Domitien détache de la Gaule belgique deux nouvelles provinces : la Germanie inférieure autour de Cologne et la Germanie supérieure autour de Mayence ; les légats de ces deux provinces ont autorité sur les garnisons des légions. Le légat propréteur de Gaule belgique maintient son siège à Durocortorum (Reims) mais la Belgique et les deux Germanies ont une administration financière et fiscale commune avec un procurateur basé à Trèves. La création de ces deux provinces détache de la Gaule belgique les cités des Ubiens, des Vangions et des Triboques.

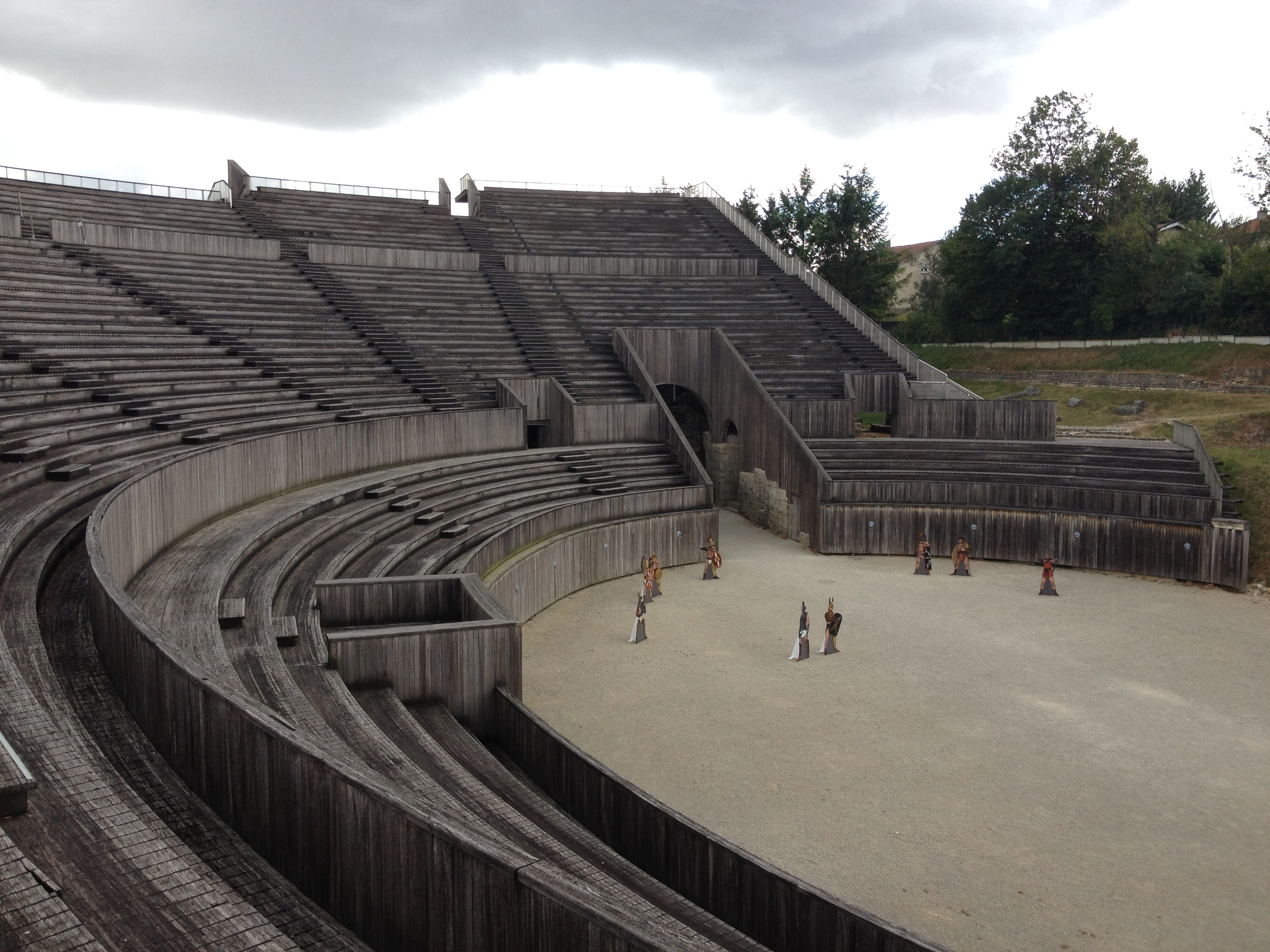
L'amphithéatre de Grand (Vosges), reconstitution in situ.

La deuxième grande réforme territoriale qui toucha la Belgique date, comme pour le reste de l'Empire, de 297. La réorganisation territoriale voulue par l'empereur Dioclétien a pour conséquence la division en trois de la province : Belgique première, Belgique seconde, et Séquanaise (Belgica Prima, Belgica Secunda, et Maxima Sequanorum en latin). Nous connaissons exactement la composition de ces provinces grâce à la Notitia dignitatum, inventaire de l'administration du Bas-Empire.
La conquête de César laisse subsister le cadre des États gaulois dont l'aristocratie s'est ralliée à Rome. Ils deviennent des civitates autonomes divisées en territoires plus petits : pagus, vicus, curia, souvent organisés autour d'un sanctuaire. À part quelques exceptions comme Durocortorum, plus ancienne, la plupart des chefs-lieux de civitates semblent des agglomérations nouvelles créées par l'administration et l'armée romaines aux carrefours des routes stratégiques ; le découpage des territoires semble à peu près achevé lors de l'inauguration de l'autel de Lyon en 12 av. J.-C..
Entre le Ier et le IIe siècle, les cités gauloises reçoivent le statut de municipe de droit latin, ce qui entraîne l'octroi de la citoyenneté romaine aux élites qui la transmettent à leurs descendants et à leurs affranchis. Le nouveau citoyen adopte un nom romain (tria nomina) ; il choisit librement son gentilice dans le stock des noms italiens puisqu'il ne doit pas sa citoyenneté à une décision impériale mais à son statut de magistrat municipal.

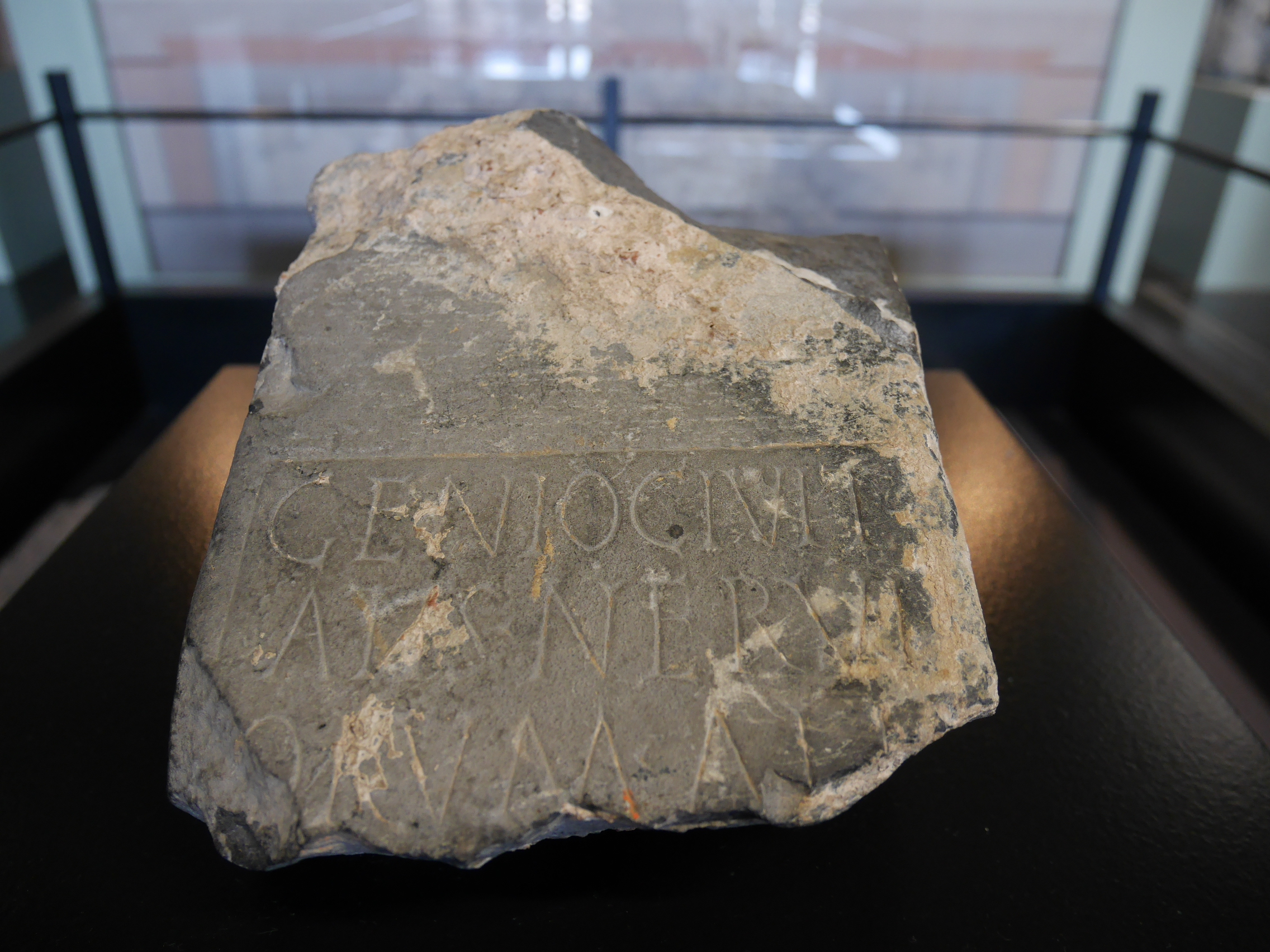
GENIO CIVITATIS NERVIORVM : Inscription dédiée « au génie de la cité des Nerviens » (musée de Bavay).

Aux Ier et IIe siècles, le territoire de la Gaule belgique est composé des cités suivantes :
- Ambiens, chef-lieu de cité : Samarobriva (Amiens)
- Atrébates, chef-lieu de cité : Nemetacum (Arras)
- Bellovaques, chef-lieu de cité : Cæsaromagus (Beauvais)
- Catuvellauni, chef-lieu de cité : Catalaunum (Châlons-en-Champagne)
- Éburons, chef-lieu de cité : Atuatuca Tungrorum (Tongres)
- Helvètes, chef-lieu de cité : Aventicum (Avenches)
- Leuques, chef-lieu de cité : Nasium (Naix) puis Tullum Leucorum (Toul)
- Lingons, chef-lieu de cité : Andemantunnum (Langres)
- Médiomatriques, chef-lieu de cité : Divodurum Mediomatricorum (Metz)
- Ménapiens, chef-lieu de cité : Castellum Menapiorum (Cassel)

- Morins, chef-lieu de cité : Tarvenna (Thérouanne)
- Nerviens, chef-lieu de cité : Bagacum Nerviorum (Bavay)
- Rèmes, chef-lieu de cité, capitale de la Gaule belgique : Durocortorum (Reims)
- Séquanes, chef-lieu de cité : Vesontio (Besançon)
- Silvanectes, chef-lieu de cité : Augustomagus (Senlis)
- Suessions, chef-lieu de cité : Augusta Suessionum (Soissons)
- Trévires, chef-lieu de cité : Augusta Treverorum (Trèves)
- Viromanduens, chef-lieu de cité : Augusta Viromanduorum (Saint-Quentin)

### Une romanisation inégale

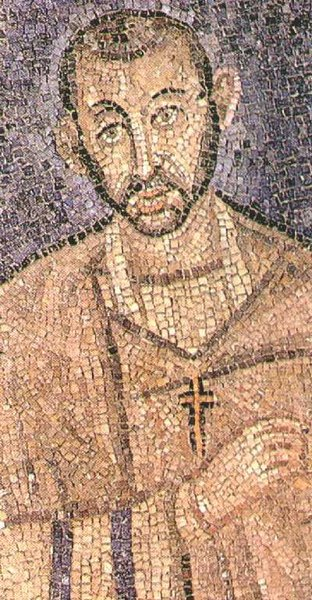
Saint Ambroise, mosaïque de la basilique Saint-Ambroise de Milan.

Les élites de la Gaule belgique sont beaucoup moins intégrées dans la classe dirigeante de l'Empire que celles de la Gaule lyonnaise, aquitaine et surtout narbonnaise : on ne les rencontre guère dans le Sénat romain, l'ordre équestre ou même à l'autel des Trois Gaules. Ce n'est qu'à Trèves, capitale impériale tardive, que se développe un foyer intellectuel actif : le Bordelais Ausone y écrit son poème sur la Moselle, Salvien naît en pays trévire avant de se finir sa vie à Marseille, Ambroise naît à Trèves avant d'étudier à Rome et de devenir un des Pères de l'Église, le Dalmate Jérôme y étudie.

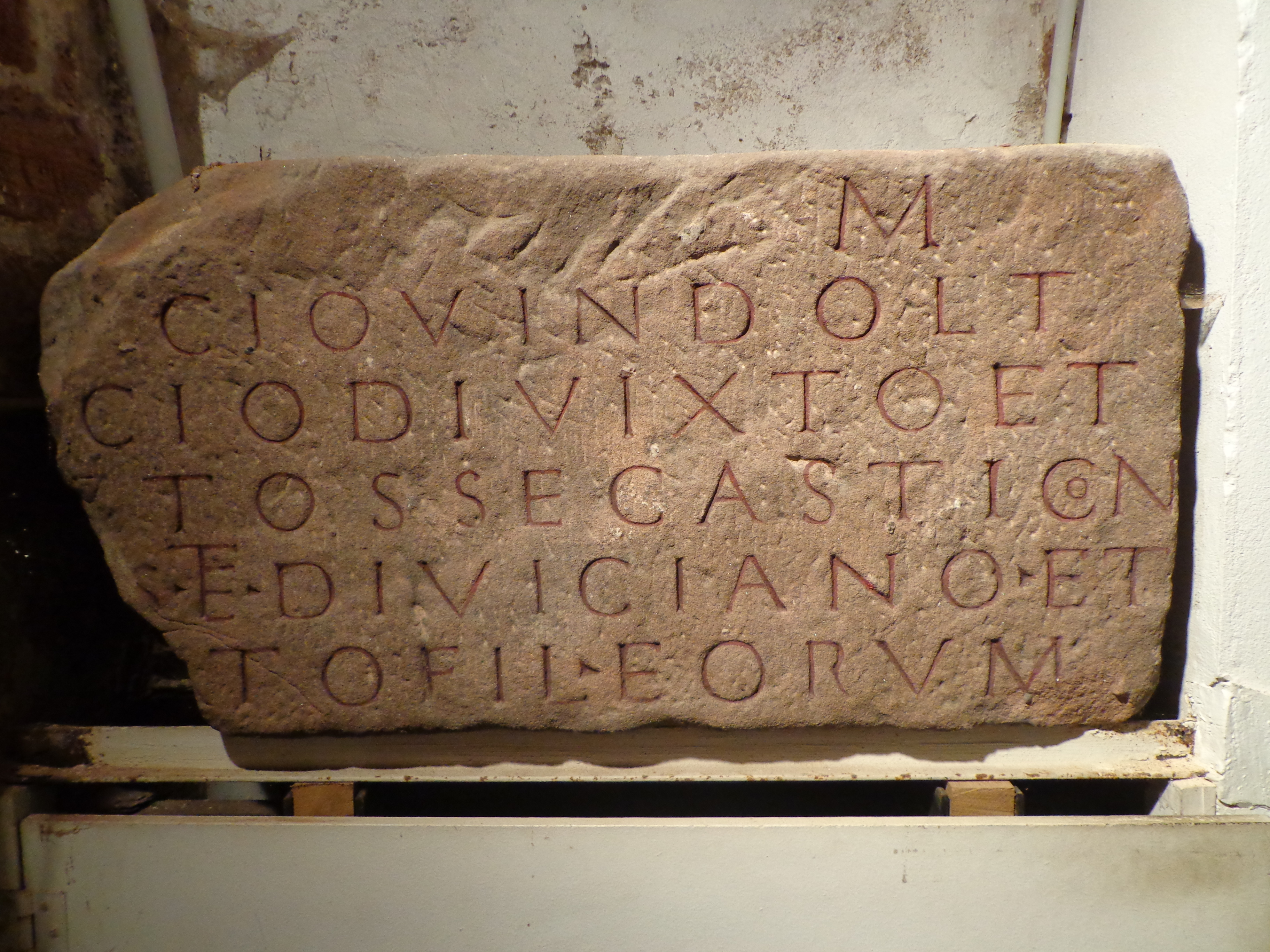
Inscription funéraire de Divicius Vindus et de Divicius Divixtus (musée de Saverne)

L'épigraphie révèle une diffusion inégale du modèle culturel romain. On ne connaît que 390 noms de personnes (données de 1995) pour les 10 cités de l'ouest de la Gaule belgique alors qu'ils sont beaucoup plus abondants autour de Trèves, de Metz ou de la frontière militaire rhénane, ce qui peut s'expliquer par les destructions des guerres, l'état inégal des recherches archéologiques ou par une moindre pénétration des modèles épigraphiques romains. Sur ces 390, 67 appartiennent à des personnes peut-être étrangères à la région (soldats en garnison, marques de marchands ou d'oculistes sur des récipients) ; il reste 323 noms très probablement autochtones dont 119 appartiennent à des Tongres, 91 à des Nerviens, 27 à des Ambiens, 24 à des Morins, 20 à des Suessions, etc. Peu de notables portent des noms venus de la maison impériale (Iulii, Claudii), ce qui suggère une acquisition de la citoyenneté à travers des charges municipales et non impériales. La plupart des personnes identifiables comme citoyens romains portent des noms latins alors que les noms indigènes sont majoritaires chez les pérégrins, avec des exceptions dans les deux sens ; on peut aussi rencontrer un prénom latin avec un nom indigène, et certains noms latins ont pu être choisis pour leur similitude de sens ou de sonorité avec un nom indigène.

### Économie

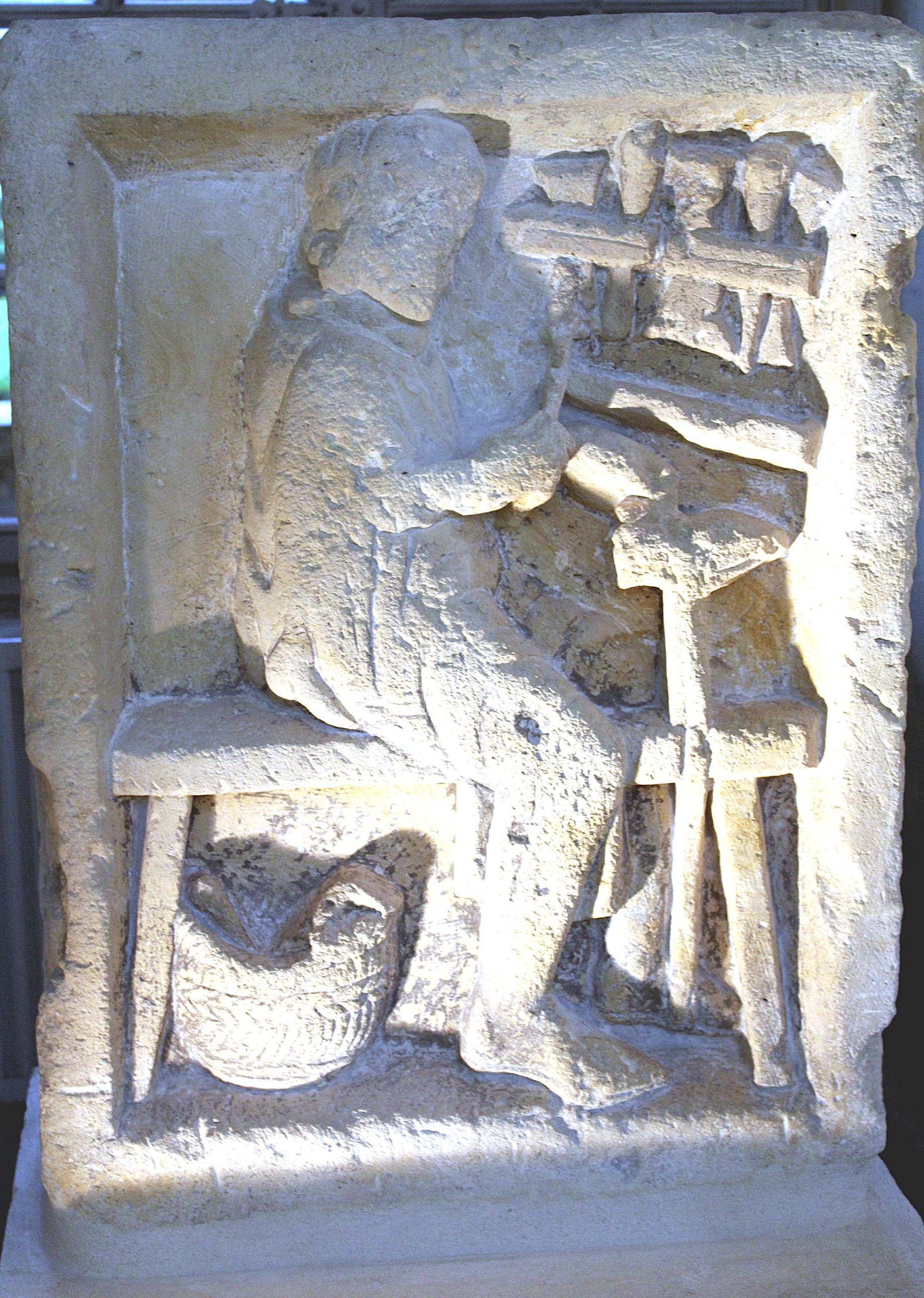
Stèle funéraire d'un savetier (musée Saint-Remi de Reims).

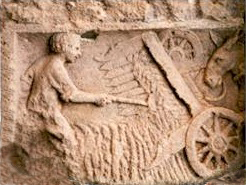
Moissonneuse trévire, bas-relief de Buzenol.

L'agriculture de ces cités devint florissante vers 80-90 et les villes de Durocortorum (Reims) et Augusta Treverorum (Trèves) comptaient alors parmi les plus grandes villes de Gaule et d'Occident.
L'intérêt des axes militaires et marchands ont préservé l'économie effondrée après la conquête et le collapsus démographique qui s'ensuivit. Les voies gauloises, rectifiées et améliorées par les légions romaines, offraient des services techniques de roulage et de charronnerie, des lieux d'accueil et d'hébergement de voyageurs, en retrait prudent de la voie, tous les 70 à 80 stades. Des nœuds routiers protégés, devenus aussi marchés prospères et même lieux de pèlerinage, apparurent, comme Bavay, Tournai, Tongres, Arlon. La Belgique ne différait pas de la Gaule lyonnaise, elle exportait au loin des émaux et bijoux, des lainages, du cochon en salaison et du lin.
La Gaule belgique est une province périphérique de climat frais où l'agriculture méditerranéenne (vigne et olivier), modèle dominant dans le monde romain, ne pénètre pas ou peu. L'agriculture de la Gaule belgique est décrite par Pline l'Ancien dans son Histoire naturelle. Il y vante leur technique de moissonnage par l'usage d'une moissonneuse, le vallus. Pline cite la grande diversité des légumes cultivés : oignons, choux et fèves, ainsi que les diverses variétés de pommiers. De vastes étendues céréalières d'arinca (variété de blé) et d'orge permettaient la fabrication du pain mais aussi de la cervoise. Les sauneries du littoral produisaient du sel utilisé pour la conservation du poisson et de la viande : le jambon ménapien, salé ou fumé, était réputé et importé jusqu'à Rome.
L'habitat était dense, hormis dans la région littorale ; il était essentiellement composé de villæ (grandes fermes). La présence romaine apporta quatre siècles de prospérité à la région. La sécurité des frontières face aux Germains était assurée par les légions et les premières voies de communication furent créées d’une part entre Boulogne et Cologne, d'autre part entre Reims et Trèves. Plusieurs bourgs furent bâtis à l’intersection de ces axes, tels Arlon et Bavay, ou encore Tongres et Tournai.
Les inscriptions, relativement peu nombreuses, nous font connaître un certain nombre d'associations professionnelles : forgerons et  fabricants de dolabres à Trèves, commerçants, bateliers de la Moselle et maraîchers chez les Médiomatriques, apprentis cuisiniers, meuniers-boulangers, menuisiers, tuiliers et stucateurs à Cologne. Les arenarii de Trèves étaient probablement des professionnels des jeux du cirque. Le club des augustales de Metz assurait l'entretien d'une fontaine tandis que les fabricants de dolabres de Mayence étaient chargés de la lutte contre les incendies. Les bateliers (nautes) de Metz et ceux de Trèves avaient sans doute une mission de service public associé à celui  de la flotte militaire de Germanie ; un affranchi des nautes de la Moselle devient archiviste de sa cité.
Villes principales : Durocortorum (Reims), Augusta Treverorum (Trêves), Gesoriacum (Boulogne-sur-Mer), Aduatuca Tungrorum (Tongres), Bagacum Nerviorum (Bavay), Colonia Claudia Ara Agrippinensium (Cologne), Divodurum (Metz), etc.

### Religion
Parmi les enclos sacrés, certains comme celui de Ribemont-sur-Ancre, découvert dans les années 1960, sont encore fréquentés à l'époque romaine.
Sous l'autorité romaine, chaque cité se dote d'un culte civique autour d'une divinité principale, Mars chez les Trévires et les Rèmes, Vulcain chez les Viromanduens, Hercule chez les Bataves et les Tongres, chaque divinité locale ayant ses titres et particularismes. Les sanctuaires sont pourvus de thermes, amphithéâtres et hébergements pour un public nombreux, offerts par un riche citoyen qui acquiert le statut d'évergète.
Les cultes orientaux ne sont que peu attestés dans l'ouest de la Gaule belgique : on trouve des inscriptions isolées d'Isis et Sérapis à Soissons. Par contre, le culte de Mithra est répandu chez les militaires de la vallée du Rhin.
La christianisation de la Gaule belgique est assez tardive : elle n'envoie que 3 délégués sur les 16 évêques présents au concile d'Arles de 314. Une vingtaine d'années plus tard, la liste du pseudo-concile de Cologne indique 19 évêchés dont 12 pour les Belgiques, les Germanies et la Grande Séquanaise.

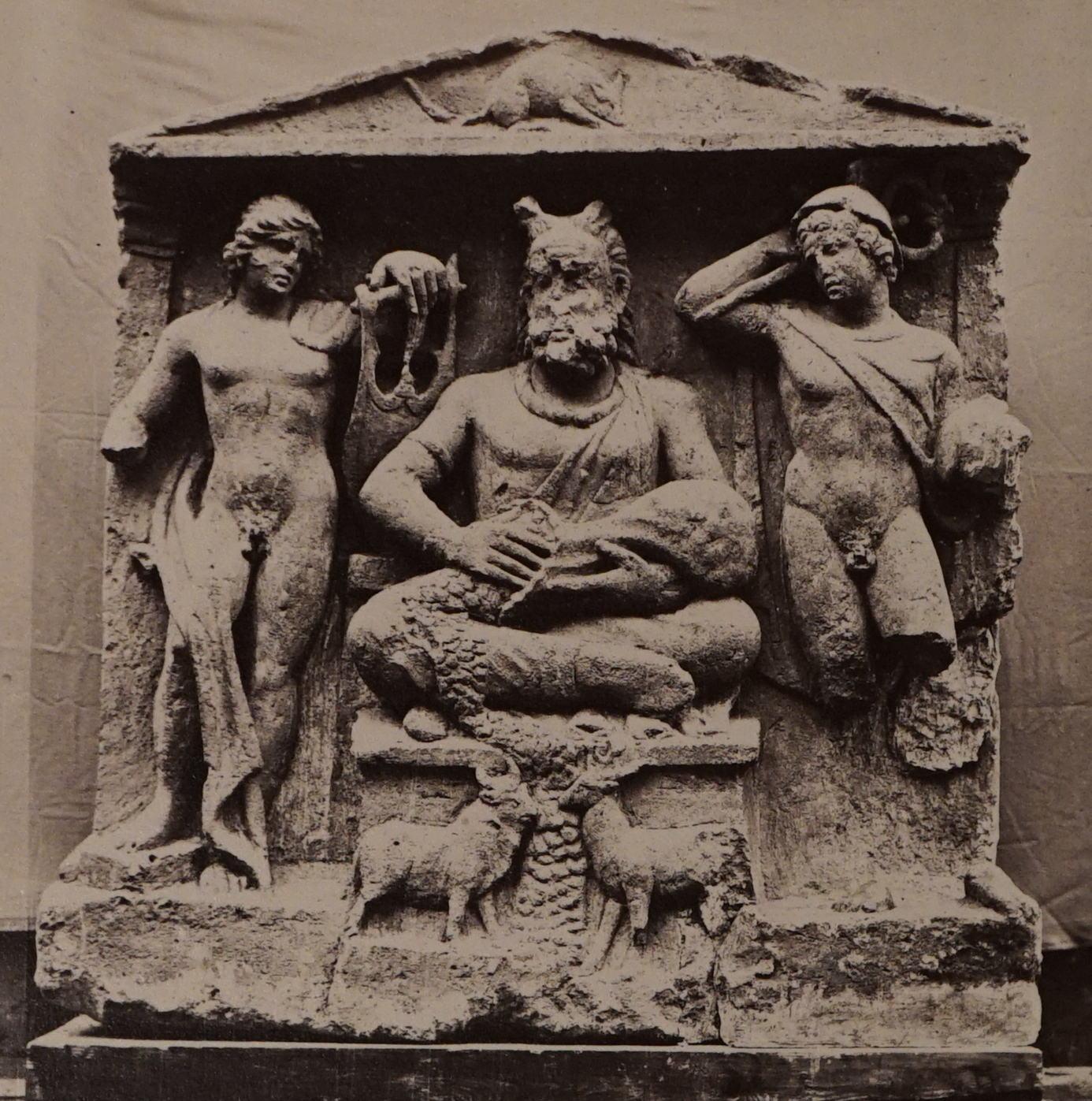
Le dieu Cernunnos entre Apollon et Mercure, autel de Reims
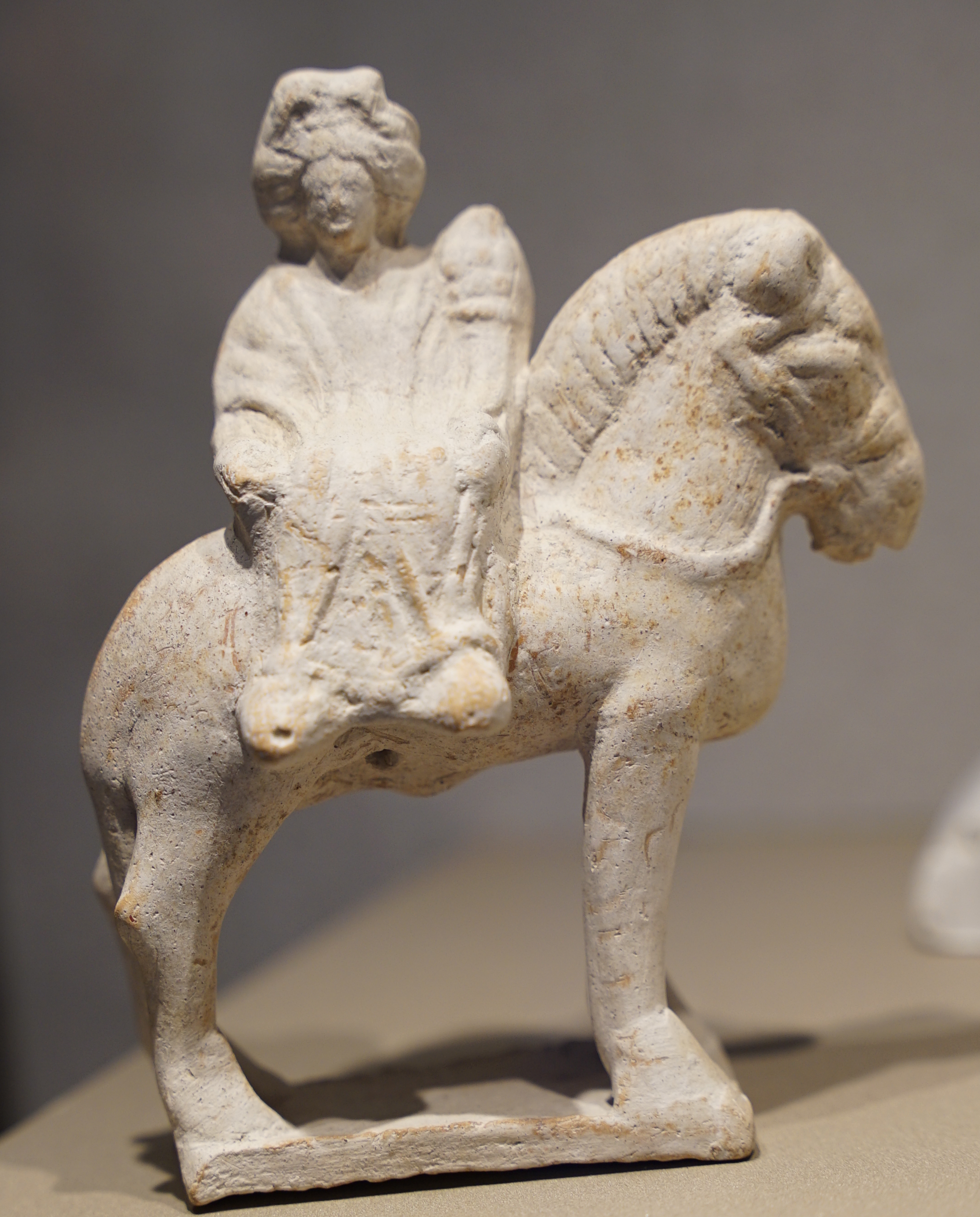
Épona, IIe s., musée d’Épernay
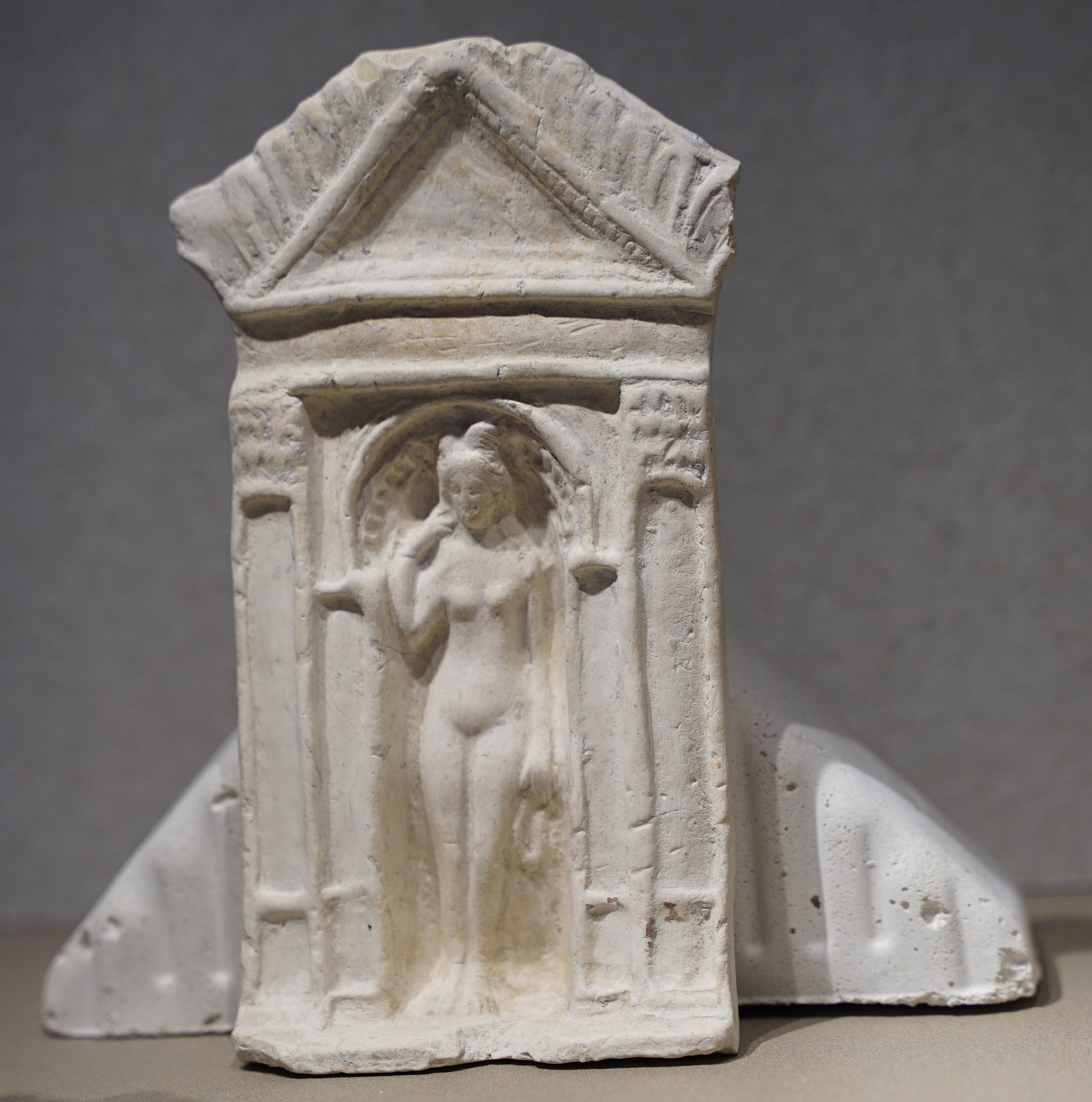
Vénus, IIe s., musée d’Épernay
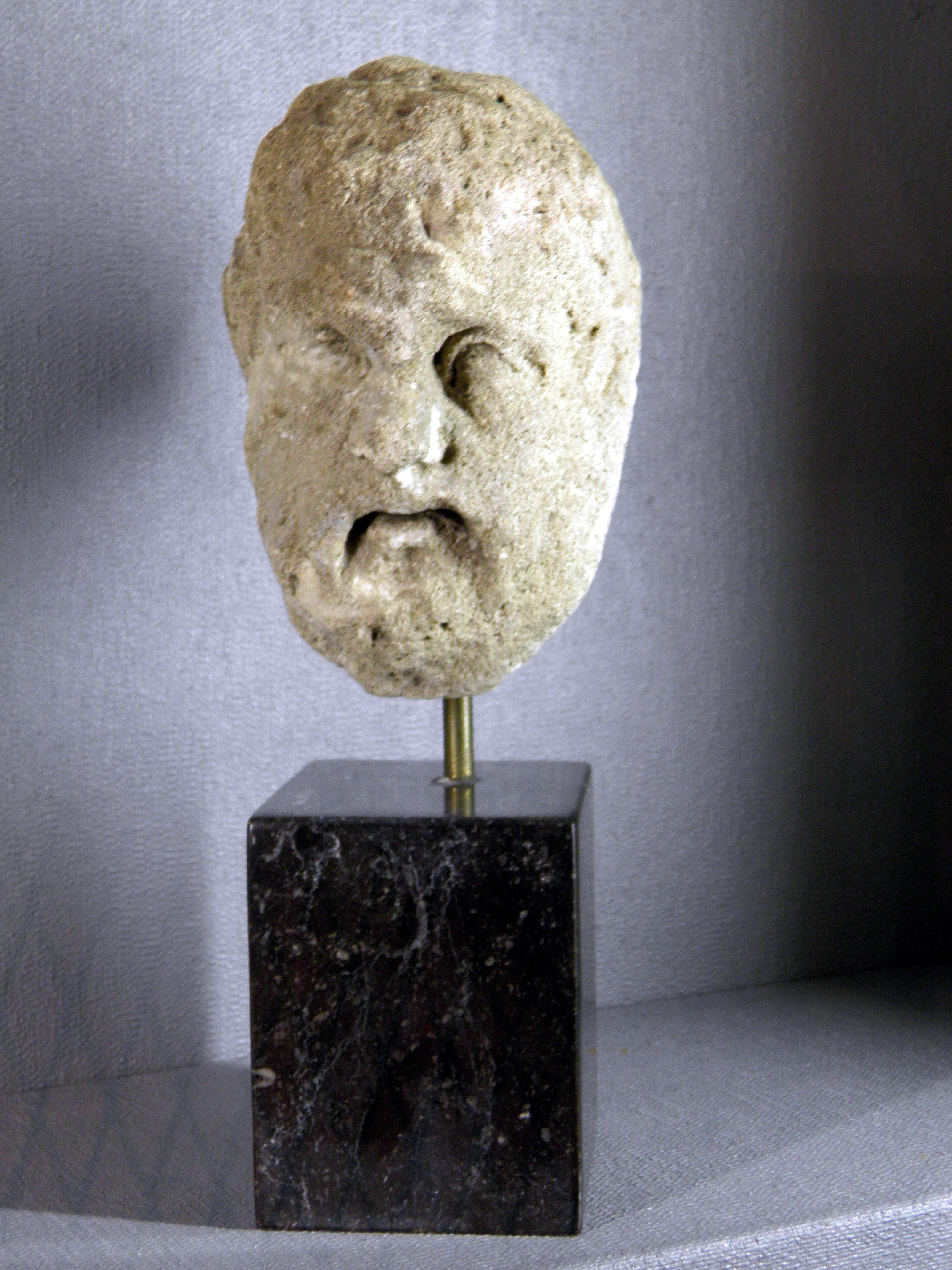
Asclépios (?), Grand
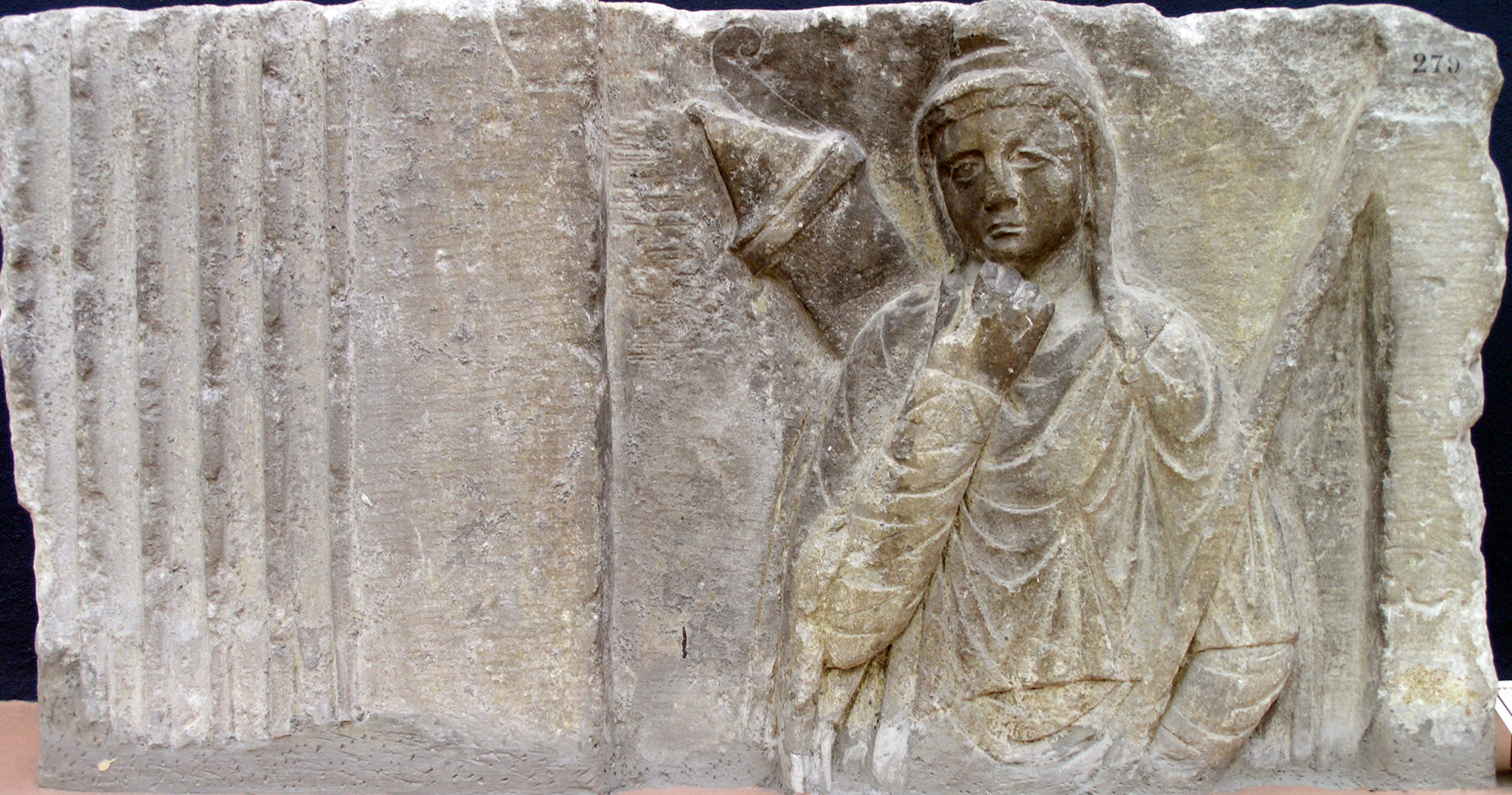
Attis, Toul, IIe s.

## Une redécouverte tardive
La période romaine dans le nord de la Gaule laisse peu de traces dans les textes et peu de vestiges en élévation. À Reims, la porte de Mars est intégrée dans le château des archevêques et la cathédrale réutilise des colonnes et chapiteaux antiques. La tradition populaire attribue les anciennes voies romaines à une reine mérovingienne sous le nom de « chaussée Brunehaut ». Jean Lemaire de Belges, dans ses Illustrations de Gaule et Singularités de Troie publiées en 1506, présente les Belges comme les descendants des Troyens venus avec Bavo, oncle de Priam et fondateur de Bavay. Quelques érudits de l'époque moderne s'intéressent aux vestiges de villae et de mobilier antique mais leurs travaux sont loin d'avoir le rayonnement scientifique et artistique attaché à l'Antiquité méditerranéenne. En France, la IIIe République valorise « nos ancêtres les Gaulois » mais s'intéresse peu aux traces de la présence romaine au nord de la Seine ; les combats de la Première Guerre mondiale achèvent de détruire une grande partie des sites gallo-romains situés sur la ligne de front. C'est dans l'Empire allemand, y compris l'Alsace-Moselle annexée, ainsi qu'en Belgique que se développent les premières fouilles scientifiques et reconstitutions de monuments ; la mémoire romaine en Allemagne rhénane est marquée par des noms de rue tels que Römerstrasse (« rue des Romains »), Kastellstrasse (« rue du castrum ») ou Drususstrasse (« rue Drusus »). En France, ce n'est qu'à partir des années 1980 que l'archéologie préventive entraîne l'expansion de la recherche gallo-romaine sur des sites urbains (Amiens, Metz, Reims, etc.) et sur de vastes étendues rurales.

Redécouverte de la Gaule belgique
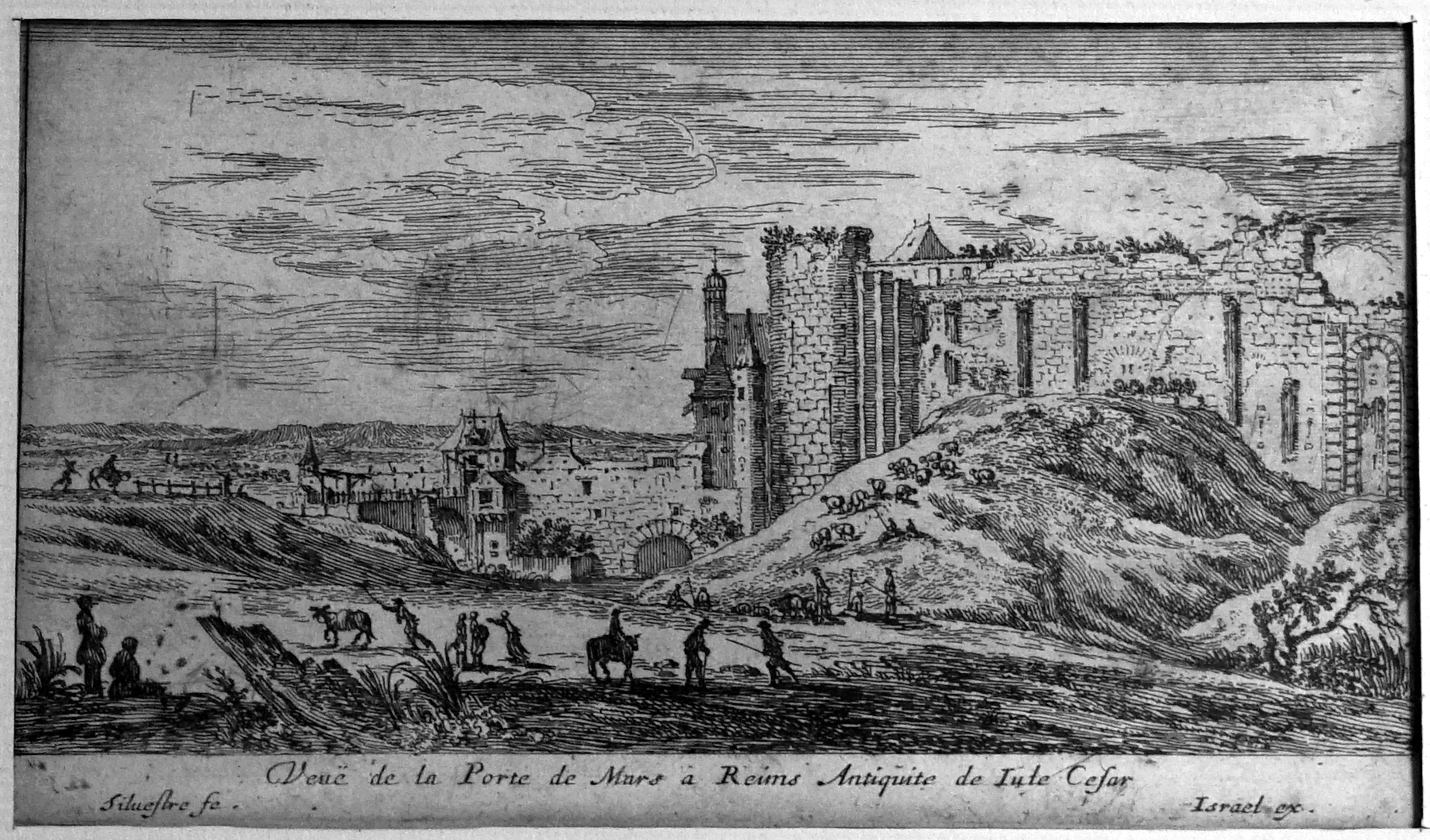
Porte de Mars à Reims, gravure du XVIIe siècle2
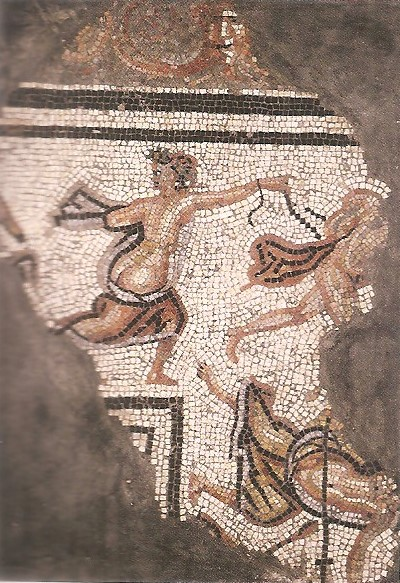
Fragment de la mosaïque du triomphe de Dionysos à Amiens, IIIe siècle, découverte en 1837.
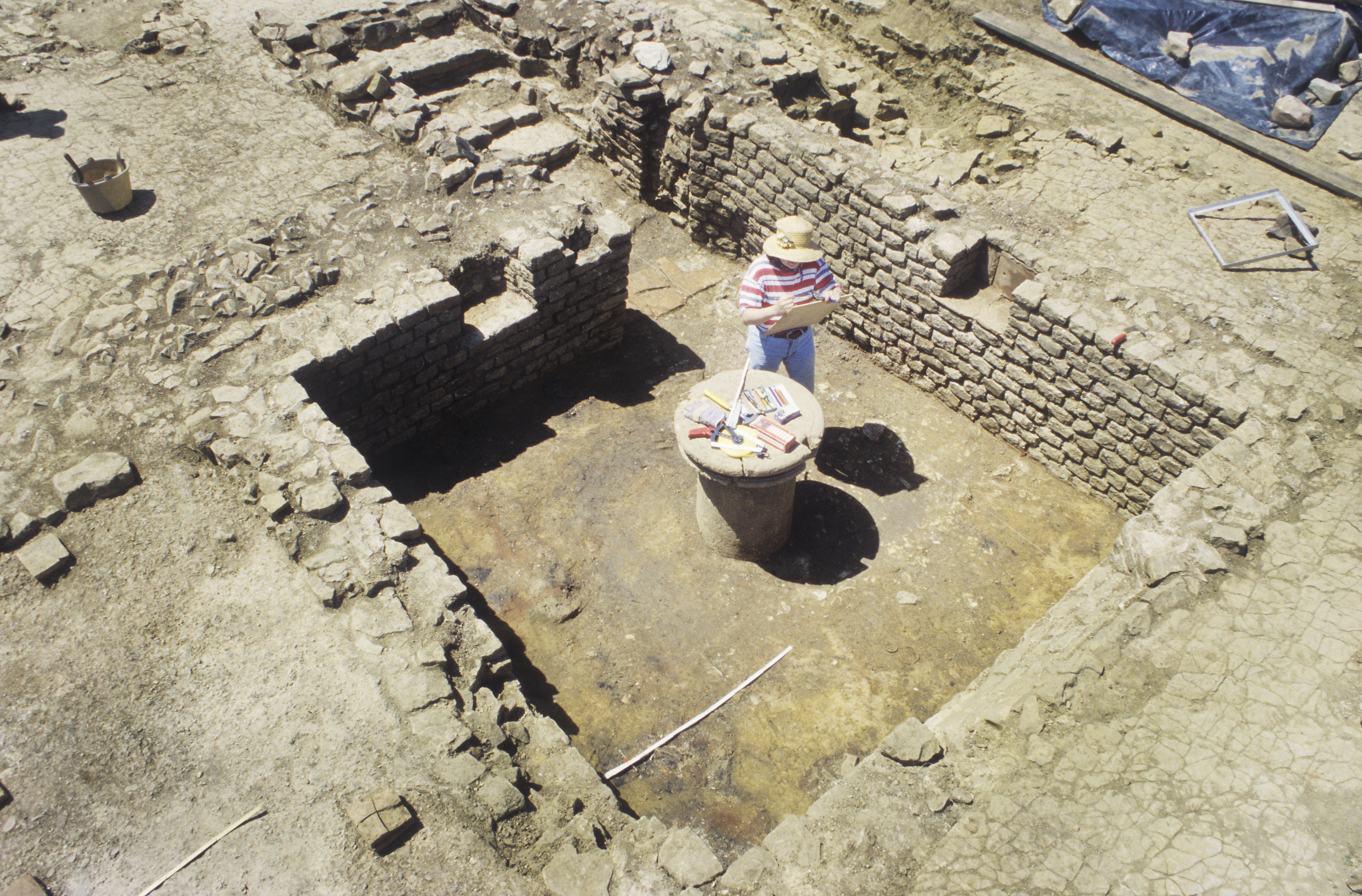
Fouilles d'une cave gallo-romaine à Bertrange (Luxembourg) en 2011.